# تپه رودخانه
تپه رودخانه مربوط به اواخر است و در شهرستان قزوین، بخش مرکزی، روستای نجم‌آباد واقع شده و این اثر در تاریخ ۲۵ خرداد ۱۳۸۱ با شمارهٔ ثبت ۵۷۱۷ به‌عنوان یکی از آثار ملی ایران به ثبت رسیده است.